# Niko Paech
Niko Paech (Schüttorf, 9 dicembre 1960) è un economista tedesco e dal 2010 è professore presso il Dipartimento di Produzione e Ambiente ("PUM") presso l'Università di Oldenburg.
I suoi interessi di ricerca sono nel campo della economia ambientale, l'economia ecologica e la ricerca della sostenibilità.
È famoso in Germania per aver tenuto più di 80 conferenze (a dicembre 2012) sul tema «non consumiamo più per aumentare la nostra felicità, bensì per evitare l'infelicità che si rischia quando gli altri hanno da esibire più cose di noi, cioè non consumiamo più per eliminare la scarsezza, bensì per formare la nostra identità».